# 이매뉴얼 더만

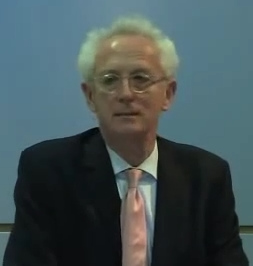

이매뉴얼 더만(Emanuel Derman, 1945년 ~ )은 남아프리카공화국 출신의 금융공학자이다. 채권 가치 평가 방법인 블랙-더만-토이 모델을 공동 개발했으며, 저서 퀀트(My Life As a Quant)로 잘 알려져 있다.

## 생애
케이프타운 대학교에서 학사학위를 받고, 1973년 컬럼비아 대학에서 이론물리학으로 박사학위를 받았다. 1973년부터 1980년까지 펜실베니아 대학교, 옥스퍼드 대학교, 록펠러 대학교, 콜로라도 대학교 볼더 등에서 물리학자로 일했으며, 1980년부터 1985년까지는 AT&T의 벨 연구소에서 분자물리학과 컴퓨터과학 관련 업무를 했다. 1985년부터 골드만삭스에서 일하며 블랙-더만-토이 모델을 개발했고, 1988년 말 살로만 브라더스로 옮겼으나, 1990년 다시 골드만삭스로 돌아와 2000년까지 퀀트 전략을 담당했다. 2002년 골드만삭스를 떠나 컬럼비아 대학교에서 금융공학과정 교수로 재직 중이다.

## 상훈
- 2000년: 올해의 금융공학자, 국제금융공학자협회

## 같이 보기
- 금융공학
- 수리금융학